# Kallelinganahalli, Kadur
Kallelinganahalli là một làng thuộc tehsil Kadur, huyện Chikmagalur, bang Karnataka, Ấn Độ.